# 크리스 벡

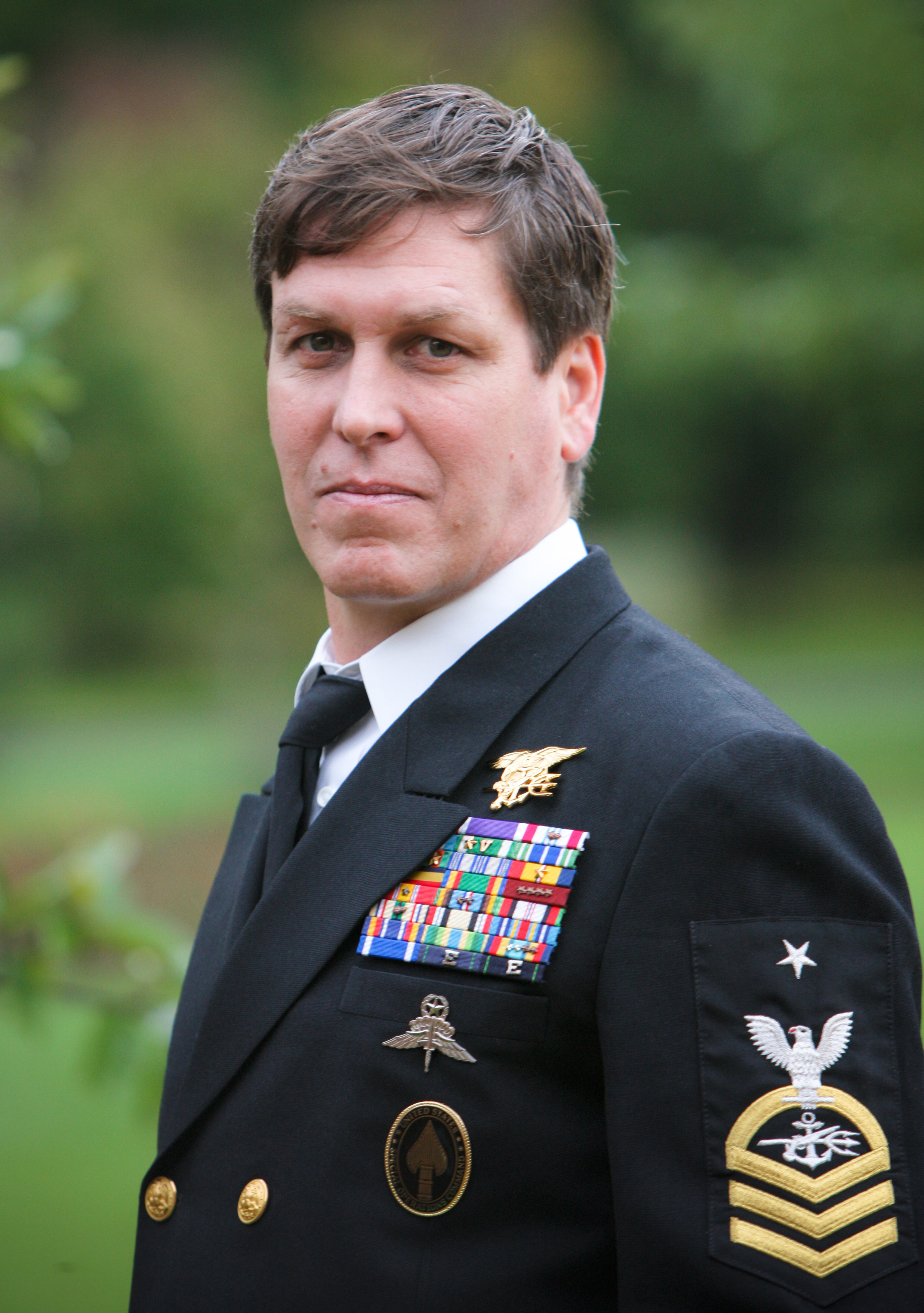

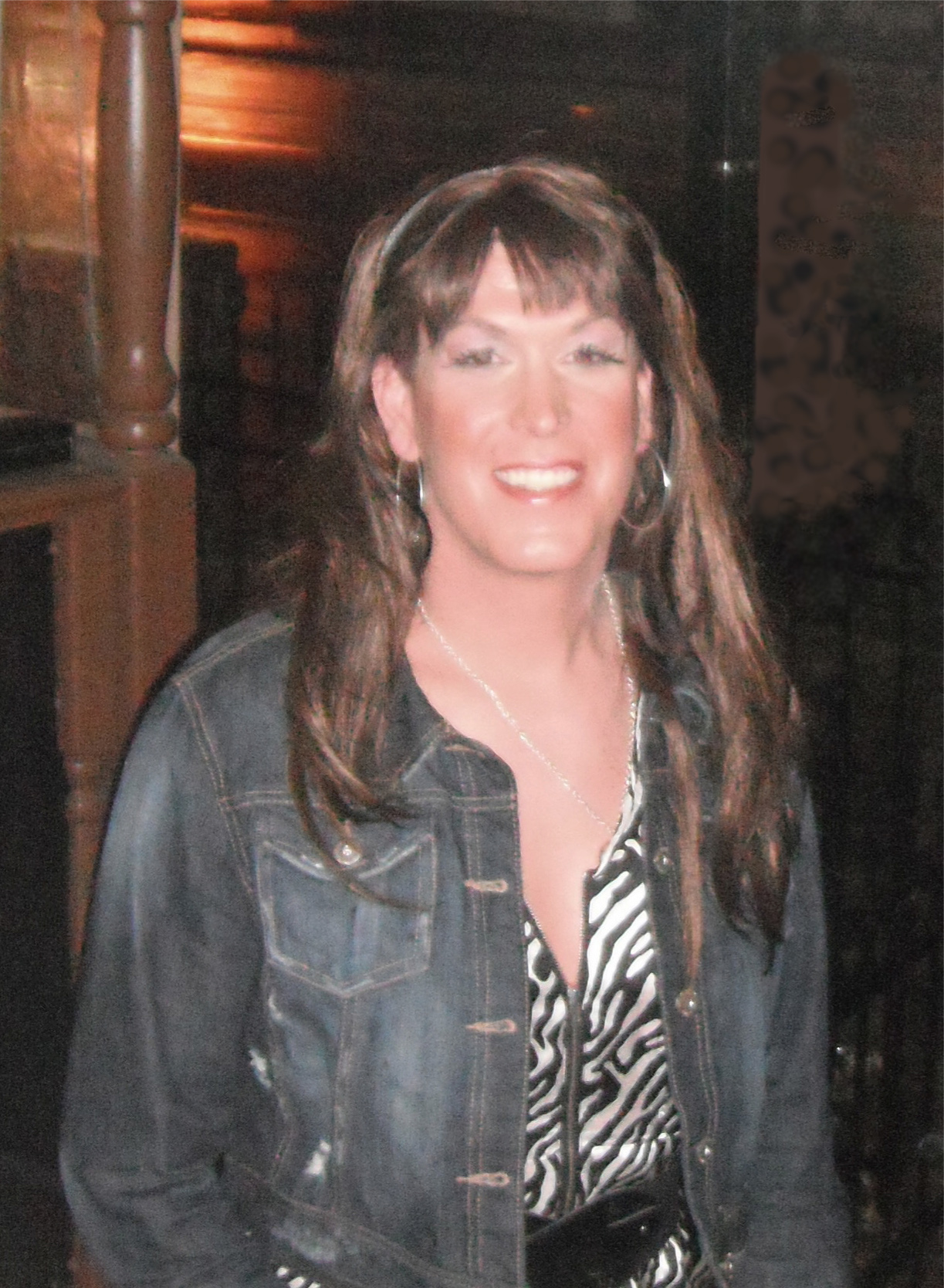
여성으로 살던 시절의 모습

크리스토퍼 토드 벡(Christopher Todd Beck, 1966년 6월 21일 ~ )은 미국 해군 네이비 실의 대원이었으며, 전역후 성전환하여 크리스틴 벡(Kristin Beck)으로 살다가 다시 탈성전환하여 크리스 벡으로 살고 있다.